# ارماند فيجبنوم
أرماند فيجبنوم (بالإنجليزية: Armand V. Feigenbaum) (1920-2014) باحث أمريكي، وهو أول من استخدم مصطلح الضبط الشامل للجودة ويسمى الرقابة على الجودة الشاملة وأيضا السيطرة الشاملة على الجودة. واستخدم نهج تكلفة الجودة.

## فلسفة الجودة
ركز على مفهوم التمييز بدلا من مفهوم يركز على العيوب فقط. 

ومن وجهه نظره أن المستهلك يحدد الجودة وهذا ما يتفق معه جوران. وقد أوضح فيجنبوم بأن فلسفة الجودة تمتد إلى خارج حدود المصنع لكي تشمل جميع الأنشطة داخل الشركة وهنا يتطابق فيجنبوم مع وجهة نظر كروسبي والمتعلقة بحدود إدارة الجودة الشاملة.

ولقد أكد هذا المنهج على «المنع» وليس «التصحيح» للانحرافات، حيث يرى أن الجودة يجب أن تتبنى في مرحلة التصميم.

## أهم الأفكار والنماذج
من ابرز الأفكار التي ركز عليها:
-	قيادة الجودة.
-	التقنيات الحديثة للجودة.
-	الالتزام التنظيمي

## التأثر والتشابه
يتشابه ارماند مع هنري فايول في التنظيم.
ويتشابه ارماند مع كروسبي في «منع الأخطاء وليس معالجتها».

## ابرز المؤلفات
- Total Quality Control عام 1985م